# Марано-Маркезато
Марано-Маркезато (італ. Marano Marchesato, сиц. Maranu Marchisatu) — муніципалітет в Італії, у регіоні Калабрія,  провінція Козенца.
Марано-Маркезато розташоване на відстані близько 430 км на південний схід від Рима, 60 км на північний захід від Катандзаро, 8 км на захід від Козенци.
Населення — 3567 осіб (2014).

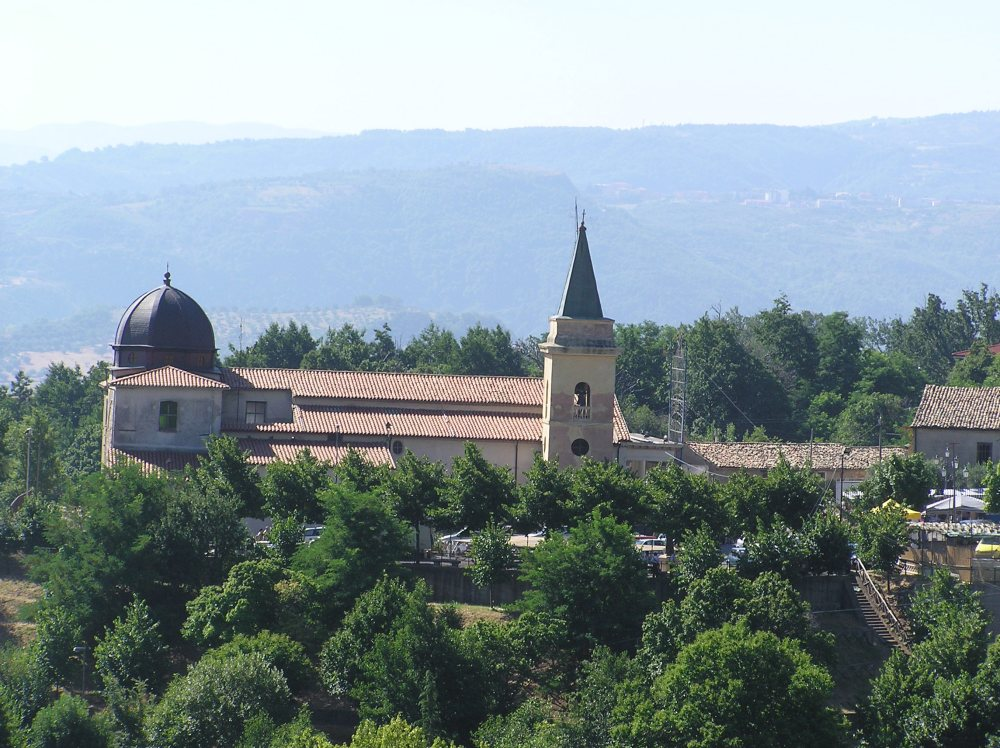

Щорічний фестиваль відбувається 15 липня. Покровитель — Madonna del Carmine.

## Демографія
Населення за роками:

Станом на 1 січня 2023 року в муніципалітеті офіційно проживав 41 іноземець з 14 країн, серед них 17 громадян країн Євросоюзу та 7 громадян України.

## Сусідні муніципалітети
- Кастроліберо
- Марано-Принчипато
- Ренде